# Girolamo Massei
Girolamo Massei (Lucca, c. 1540 – Lucca, c. 1620) è stato un pittore italiano.

## Biografia
Si formò accanto al senese Bartolomeo Neroni, detto il Riccio, che si era trasferito a Lucca dopo il 1555. 
Il Massei si trasferì poi a Roma sotto il pontificato di Gregorio XIII per lavorare al secondo piano della nuova ala delle logge del palazzo apostolico in Vaticano (1576-77).
Nel 1578 venne accolto nella Congregazione dei Virtuosi al Pantheon (al tempo detta "Compagnia di San Giuseppe al Pantheon"), di cui fu assiduo frequentatore. All'inizio degli anni Ottanta del XVI secolo Massei partecipò alla decorazione del chiostro della Chiesa della Trinità dei Monti, dove realizzò cinque lunette che rappresentano vari episodi della vita di san Francesco di Paola e la Carità sopra la porta che conduce al convento.
Dipinse la "Madonna del Carmelo incoronata da due angeli" per una cappella in San Martino ai Monti negli anni Novanta.
Dipinse un affresco Vita e miracoli di san Francesco d'Assisi per il chiostro di Trinità dei Monti al Pincio e una pala d'altare per la cappella della Compagnia del Carmine nella Chiesa di San Martino ai Monti. Dipinse un San Sebastiano, una Santa Barbara e una Santa Caterina d'Alessandria per la Chiesa di San Luigi dei Francesi. Realizza una vita di Galla per la Chiesa di Santa Maria in Portico. Suo anche un dipinto a olio con la Vergine, Bambino e santi per la Chiesa di Sant'Andrea delle Fratte. Dipinse un Gesù e Caifa per la Chiesa di Santa Prassede. Fece ritorno a Lucca in tarda età, dove morì.
La sua attività artistica a Roma lo portò a far parte anche dell'Accademia nazionale di San Luca, di cui fu principe nel 1603.